# Eutrope Bouret
Eutrope Bouret fue un escultor francés, nacido en París el 16 de abril de 1833 y fallecido el 5 de octubre de 1906. 

## Datos Biográficos
Nacido en París el 16 de abril de 1833. Fue alumno de Buhot. Expuso en los Salones de 1875 a 1903. Bouret trabajó numerosos materiales, como el mármol, el yeso la terracota y el bronce. Realizó el busto de Alexis Bouvier, para la tumba del novelista en la división 47 del cementerio del Père-Lachaise en París; obra que ha desaparecido.·
Falleció el 5 de octubre de 1906.